# Partito Nazionale Rivoluzionario (Messico)
Il Partito Nazionale Rivoluzionario (in spagnolo Partido Nacional Revolucionario, PNR) è stato un partito politico messicano, attivo dal 1929 al 1938. È cronologicamente il primo predecessore del Partito Rivoluzionario Istituzionale.
Il partito era caratterizzato da un marcato autoritarismo, che prevedeva la repressione delle opposizioni, mentre dal punto di vista socioeconomico si prefiggeva di salvaguardare i risultati della Rivoluzione messicana, utilizzando una retorica doppiamente nazionalista e populista e sostenendo un forte interventismo a carattere socialisteggiante, senza però voler abolire il sistema capitalistico.

## Storia
Nel 1928, poco dopo aver vinto le elezioni presidenziali, il già ex-presidente Álvaro Obregón, fautore di leggi fortemente anticlericali che avevano portato alla Guerra cristera, fu assassinato da un attivista cattolico. Il Congresso dell'Unione optò quindi per eleggere un Presidente provvisorio nella persona di Emilio Portes Gil, favorito del presidente uscente Plutarco Elías Calles. Sia Calles che Portes Gil erano membri del Partito Laburista Messicano (PLM), dichiaratamente socialista, ma il timore che la morte di Obregón (il terzo presidente messicano assassinato in 20 anni) potesse portare ad una nuova guerra civile spinse Calles ad instaurare una dittatura di fatto e creare il PNR, con lo scopo di salvaguardare gli obiettivi della Rivoluzione messicana. Questo periodo, iniziato nel 1929 e conclusosi nel 1934, venne definito "Maximato", in riferimento al titolo di "Capo Supremo della Rivoluzione" (Jefe Máximo de la Revolución) adottato da Calles, che mantenne de facto il potere attraverso presidenti-fantoccio.
Il PNR nacque quindi non tanto su presupposti ideologici diversi dal PLM, ma piuttosto con un principio verticistico e autoritario del suo leader Calles, che mirava ad essere un caudillo a difesa delle istituzioni repubblicane, creando un sistema politico a partito unico in cui il PNR era definito il "partito ufficiale" del Paese. Di conseguenza, fu il primo partito messicano a creare sezioni statali e dotarsi di una struttura centrale, con un presidente di partito eletto dagli iscritti e un programma scritto. 
Nel 1934, l'elezione di Lázaro Cárdenas del Río segnò la fine del Maximato. Benché inizialmente Calles avesse sostenuto Cárdenas, i due presto iniziarono a divergere sul piano della leadership, in quanto Calles pensava al neo-presidente come ad un suo sottoposto, e sul piano politico: mentre Cárdenas era infatti riuscito a mobilitare intorno a sé l'elettorato contadino ed operaio e guardava al socialismo come un modello, Calles aveva mantenuto il supporto delle classi urbane e delle piccole imprese, e si era fatto sempre più vicino al fascismo italiano, sostenendo politicamente le azioni razziste e violente delle "Camicie dorate". Forte del suo potere nel Congresso, il 14 giugno 1935 Cárdenas liquidò tutto il suo gabinetto (composto perlopiù da sostenitori di Calles) e pose Portes Gil a capo del PNR, mentre nei giorni seguenti 2 deputati "Callisti" furono assassinati, mentre altri furono privati dell'immunità parlamentare e posti sotto arresto. Il 9 aprile 1936 Calles fu infine forzatamente esiliato negli Stati Uniti, rendendo Cárdenas leader indiscusso del PNR. Poiché diversi amministratori locali erano ancora fedeli a Calles, Cárdenas puntò a coinvolgere attivamente le masse nella politica interna al partito, consentendo anche alle classi basse di avere voce in capitolo nelle decisioni, che fino ad allora erano state esclusivamente prese dai vari dirigenti senza un reale contatto con la base. Il 30 marzo 1938, ritenendo ormai superato il ruolo di "partito difensivo" del PNR, Cárdenas organizzò al Palacio de Bellas Artes un congresso, composto da 393, sancì la fine del PNR e la sua trasformazione nel Partito della Rivoluzione Messicana.

## Ideologia
Secondo Delgado de Cantú (2003), l'ideologia era un forte costituzionalismo e nazionalismo, ambedue improntati sulla Rivoluzione messicana, ed una retorica ruralista e pro-operaia. Lajous (1981) e Ruezga Barba (1992) invece definirono il partito come assente di un'ideologia concreta, basato più sul personalismo del leader che su temi generali. In tal senso emerge la loro analisi del programma del partito: mentre retoricamente assumeva connotati fortemente populistici e nazionalisti, facendo riferimenti alle classi medio-basse come "classi espropriate", a livello programmatico poneva l'enfasi sul pagamento del debito pubblico e dei debiti esteri, con una conseguente applicazione di un certo liberismo fiscale e la riduzione della spesa pubblica, misure che erano favorite dai ceti medio-alti. Lajus in particolare definisce questa sintesi come "retorica demagogica seguita da politiche conservatrici", e che di conseguenza portava il partito ad adottare un'apertura verso tutti i cittadini ma anche una ferrea disciplina interna, in cui il leader unificatore non poteva essere contestato.
Nel programma, la parola "rivoluzionaria/o" (es. "economia rivoluzionaria") viene spesso ripetuta senza ulteriori specificazioni sul significato esatto, dando un'ulteriore chiave di lettura del trasversalismo del partito. Ciò nonostante, sul piano socio-economico il partito era irremovibilmente chiaro sulla difesa della riforma agraria, l'incentivazione ad un sistema cooperativista, la difesa degli indigeni, ed un'industrializzazione moderata a favore dei piccoli e medi produttori.
Nello specifico, il programma economico il partito invocava un forte interventismo statale ed un sistema ad economia mista (citati nel programma come "nazionalismo economico"), senza tuttavia desiderare l'abolizione del capitalismo. Durante la leadership di Cárdenas (1934–1938), il Piano sessennale di governo dimostrò una certa empatia verso il marxismo, pur senza citarlo esplicitamente e senza criticare la proprietà privata, difesa strenuamente e citata come "garanzia degli individui".

## Struttura del partito
Lo statuto del PNR stabiliva una rappresentanza interna per 4 comitati: municipale, distrettuale, statale e nazionale. I membri dei comitati erano eletti con un sistema maggioritario dalle assemblee degli iscritti.
Il primo comitato, composto da 5 membri, era responsabile della propaganda e attivismo a livello comunale; il secondo comitato, composto dai deputati e senatori eletti, vigilava sull'operato del primo comitato; il terzo comitato, composto da 15 membri, fungeva da intermediario nel caso di dispute tra il comitato comunale e quello distrettuale; il quarto ed ultimo comitato, composto dai maggiori rappresentanti istituzionali, deteneva tutte le funzioni dirigenziali ed eleggeva il Presidente nazionale del partito.

### Presidenti nazionali
Dal 1929 al 1938, si susseguirono alla presidenza del PNR:
- 4 marzo 1929 – 11 febbraio 1930: Manuel Pérez Treviño
- 11 febbraio 1930 – 22 aprile 1930: Basilio Vadillo
- 22 aprile 1930 – 15 ottobre 1930: Emilio Portes Gil
- 15 ottobre 1930 – 28 agosto 1931: Lázaro Cárdenas del Río
- 28 agosto 1931 – 12 maggio 1933: Manuel Pérez Treviño
- 12 maggio 1933 – 9 giugno 1933: Melchor Ortega
- 9 giugno 1933 – 25 agosto 1933: Manuel Pérez Treviño
- 25 agosto 1933 – 14 dicembre 1934: Carlos Riva Palacio
- 14 dicembre 1934 – 15 giugno 1935: Matías Ramos
- 15 giugno 1935 – 20 agosto 1936: Emilio Portes Gil
- 20 agosto 1936 – 1º aprile 1938: Silvano Barba González

## Risultati elettorali
| Elezione           | Candidato               | Voti      | %    | Esito       |
| ------------------ | ----------------------- | --------- | ---- | ----------- |
| Presidenziali 1929 | Pascual Ortiz Rubio     | 1.947.848 | 93,6 | ✔️ Eletta/o |
| Presidenziali 1934 | Lázaro Cárdenas del Río | 2.225.001 | 98,2 | ✔️ Eletta/o |